# إليزابيث هاريسون ووكر
إليزابيث هاريسون ووكر (بالإنجليزية: Elizabeth Harrison Walker)‏ هي محامية أمريكية، ولدت في 21 فبراير 1897 في نيويورك في الولايات المتحدة، وتوفي بنفس المكان في 25 ديسمبر 1955.